# Paradasolana
Paradasolana es una localidad española que forma parte del municipio de Molinaseca, en la provincia de León, comunidad autónoma de Castilla y León.

## Geografía

### Ubicación
| Noroeste: Onamio         | Norte: Castropodame    | Noreste: Turienzo Castañero |
| Oeste: Molinaseca        |                        | Este: Castrillo del Monte   |
| Suroeste Riego de Ambrós | Sur: Folgoso del Monte | Sureste: Folgoso del Monte  |

## Demografía
Evolución de la población
| Gráfica de evolución demográfica de Paradasolana entre 2000 y 2017 |
|                                                                    |
| Población de derecho (2000-2017) según el padrón municipal del INE |